# Aïko Solovkine
Aïko Solovkine, née en 1978 à Bruxelles, est une auteure et journaliste belge.

## Biographie
Aïko Solovkine a suivi des études en histoire de l'art et en archéologie ainsi que de journalisme. Alors qu'elle travaille comme journaliste indépendante, elle écrit son premier roman la nuit, en trois mois. Ce roman, Rodéo, est publié chez Filipson sous le nom de plume d' « Aïko Solovkine » en 2014 et lui vaut de remporter le prix de la première œuvre aux prix littéraires de la Fédération Wallonie-Bruxelles en 2016, prix doté d'un montant de 5 000 €
Son deuxième roman, terminé, n'est pas encore paru.

## Œuvre
- Rodéo[1], Bruxelles : Filipson éditions, 2014, 168 p.
- Les Intrépides, Frontière(s): sept pièces courtes, (sept pièces écrites par Céline Champinot, Odile Cornuz, Carole Martinez, Marie Nimier, Karoline Rose SUN, Aïko Solovkine, Alice Zeniter), Avant-scène théâtre, 2021  (ISBN 978-2-7498-1512-1)[2]

## Récompenses et distinctions
- 2016 : prix littéraires de la Fédération Wallonie-Bruxelles : prix de la première œuvre pour Rodéo (2014)